# Web analytics

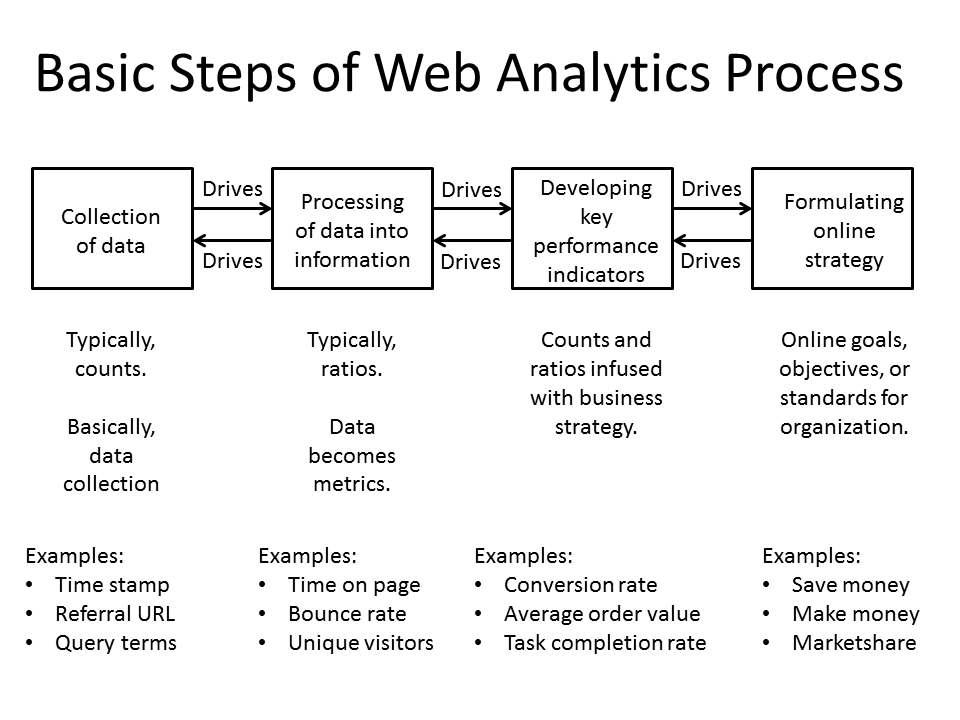
Etapas básicas do processo de Web Analytics

Web analytics é o processo de medição, coleta, análise e a produção de relatórios de dados de navegação e interação com o objetivo de entender e otimizar o uso dos sites e páginas na Internet.

## Métodos de Coleta de Dados
Existem dois métodos mais comuns na análise de tráfego na internet: A Análise de Log (ou Log Analysis) que trabalha com os registros (logs) automaticamente gerados do servidor web e a Análise de Tag (ou Page Tagging) que utiliza marcações nas páginas que enviam dados para um servidor de análise.

### Log Analysis / Análise de Log
Quando um Servidor web opera as requisições de páginas e conteúdos de um ou mais sites, ele gera automaticamente um registro do, bem como sua resposta. Este registro recebe o nome de Log de Servidor.
O conjunto destes logs fornece uma base de dados com as solicitações feitas pelos visitantes de um site e sua análise correta pode fornecer informações sobre o comportamento destes visitantes e suas interações com o site.

### Page Tagging / Análise de Tag
Para coletar dados neste método, é necessário implementar um código, chamado Tag, em cada página monitorada (geralmente em linguagem JavaScript). Esta Tag irá capturar várias informações do visitante e do navegador e irá agregar e enviar estas informações para um servidor de análise pré-configurado para receber estas informações. Geralmente, este envio acontece através da requisição de uma imagem invisível (transparente, com tamanho de 1x1 pixel) também chamado de pixel contador.
O algoritmo do código incluído nesta tag utiliza recursos do navegador, como os cookies, para controlar a identificação do visitante e da visita corrente.

### Vantagens e Desvantagens
A grande diferença entre cada método está em qual ponta do processo a coleta acontece. A análise de Log se baseia em dados coletados no lado do servidor, ou server-side, enquanto a análise de Tag se baseia em dados coletados no navegador do usuário, ou seja, client-side.
Só que esta distinção de origem dos dados gera algumas diferenças entre as análises que utilizam cada um destes métodos. Veja algumas:
- Visitas de robôs / bots: Os robôs, ou sistemas automáticos, que navegam por páginas como se fossem humanos, seja para coletar informações ou para indexar páginas como os bots de mecanismos de pesquisa são facilmente identificados nos logs dos servidores e são contabilizados na coleta de dados por Logs. Já no método por Tag isso não acontece pois os robôs, em sua maioria, não executam Javascript, necessário para a coleta de dados pela Tag.
- Servidores Proxy e Cache: Os Logs nos servidores são gerados a cada requisição de página ou outro conteúdo ao servidor web. Porém, quando o acesso a internet passa por servidores proxy ou outros sistemas de aceleração da navegação por cache, a requisição de uma página pode não chegar ao servidor, pois uma cópia do conteúdo, não modificado, já foi pré-armazenada por estes servidores que irão atender a requisição antes do servidor web que detêm o conteúdo original. Considerando que algumas requisições podem não ser registradas nos Logs, os números destas análises podem diferir de outros métodos como a coleta de dados por Tags. As tags possuem um recurso chamado cache-bust, que força o não-armazenamento destas informações em nenhum servidor proxy.
- Sub-redes e acessos corporativos: O tráfego gerado em uma subrede como em uma empresa, por exemplo, muitas vezes geram requisições para a internet através de um único endereço IP ou faixa de IPs específica, o que pode causar um efeito indesejado na análise de Logs - se o formato de Logs do servidor somente incluir o IP como identificador único para a análise, todas as requisições de páginas vindas desta empresa, serão atribuídas a um único usuário, mesmo tendo sido geradas por muitas pessoas diferentes.

Outras inúmeras diferenças podem surgir com métodos de coletas de dados distintos para análise de tráfego, mas pode-se concluir que um método de coleta server-side deve ter mais utilidade para uma análise técnica de um servidor que para análise de comportamento. Já uma análise por Tags deve ser mais indicada para uma análise do comportamento do visitante, já que coleta dados client-side, do navegador do visitante.

## Glossário
- Behavioral Target: É o estudo do comportamento do usuário enquanto ele interage no ambiente on-line. O behavioral target abrange todas as ações, compras e páginas visitadas num website. Ferramenta específica para o planejamento de mídia on-line, possibilitando uma maior eficácia das campanhas por conhecerem em que momento e de que maneira devem atingir seu target.
- Call to Action: É o termo empregado para o texto de um anúncio que incentiva o leitor a fazer algo específico em resposta ao anúncio. “Clique aqui” e suas variantes são os “call to action” mais comuns utilizados na internet.
- Click rate, click through ou Click Through Rate - CTR: Métrica utilizada para medir o percentual de clicks que um banner ou outra peça publicitária gerou. É calculado dividindo-se o número de clicks pelo número de exibições do banner.
- Click stream: Caminho percorrido pelo usuário durante a navegação em um ou mais sites ou peças publicitárias. Ajuda a descobrir os hábitos de navegação do usuário.
- CPA / Cost per action: Custo de uma campanha baseado no custo total líquido da ação.
- CPC / Cost per click: Custo de uma campanha baseado no número de cliques em uma peça publicitária.
- CPL / Cost per lead: Custo de uma campanha baseado no número de potenciais interessados (leads ou tráfego gerados para um site). Normalmente é medido pelo número de pedidos de informações ou cadastros gerados pela campanha.
- CPM / Custo Por Mil: Sistema de preços da publicidade cujo valor é fixado e cobrado do anunciante a cada mil vezes que uma determinada peça publicitária é exposta no site.
- CPS / Cost per Sale: Custo de uma campanha baseado nas vendas por ela geradas.
- CPV / Cost Per Visitor: Custo de uma campanha calculado pelo número de visitantes por ela gerados.
- Hit: É a requisição de um arquivo a um servidor web. Cada vez que o servidor envia um arquivo para o navegador, ele é registrado como um hit. Hits são gerados por cada elemento da página solicitada, incluindo imagens, textos e itens interativos. Se uma página que contém duas imagens é vista por um usuário, três hits serão gravados - um para a própria página e um para cada uma das imagens. Não é mais uma métrica utilizada para medir eficiência de uma campanha.
- Impression / impressão, ad view ou banner view: Uma exposição de banner ou outro elemento publicitário é contabilizado como uma impressão. Alguns sites contam como uma impressão somente quando o anúncio foi solicitado; outros consideram uma impressão somente quando o anúncio foi totalmente carregado na página.
- Page view: É a requisição de um arquivo definido com página na análise de logs. É a ocorrência da execução de um script na análise por page tagging. Representa a quantidade de vezes que uma página de um site foi exibida.
- ROI: Return on Investment, retorno de investimento. Expressão muito usada pelas Agências e Anunciantes que mede a eficácia de uma campanha, ou seja, seu resultado líquido.
- Segmentação: Técnica de dividir o mercado em unidades geográficas ou – principalmente – em grupos de consumidores com interesses e comportamentos semelhantes.
- Visita: Uma visita constitui o conjunto de atividades de um indivíduo específico num site na web. É o agrupamento dos Page Views e Hits que um determinado navegador realizou, sequencialmente, em um determinado intervalo de tempo. Geralmente, conta-se como uma nova visita caso haja inatividade por mais de 30 minutos.
- Unique visitor / Visitante único: Usuário único identificado por métodos de sessionalização que visam reconhecer de maneira consolidada os visitante de um site. Pode ser identificado pelo IP somente, por uma combinação de IP + Agente navegador (User-agent) ou, nas ferramentas mais precisas, por cookies.